# Manuel Fernández Silvestre
Manuel Fernández Silvestre y Pantiga (El Caney, província de Santiago de Cuba, 16 de desembre de 1871 - Annual, 22 de juliol de 1921) va ser un militar espanyol, comandant general de Ceuta (1919-1920) i de Melilla (1920-1921), en el transcurs de la Guerra del Rif, i principal responsable del desastre d'Annual.

## Biografia

### Joventut
Nascut a Cuba, llavors província espanyola, el futur general Silvestre era fill del tinent coronel d'artilleria Víctor Fernández y Pentiaga, casat en segones noces amb la cubana Eleuteria Silvestre Quesada. El 30 d'agost de 1889, als 17 anys, va ingressar a l'Acadèmia General Militar de Toledo, on va coincidir amb un altre destacat personatge, Dámaso Berenguer y Fusté, dos anys més jove. Va passar a l'Acadèmia de Cavalleria el 9 de juliol de 1891. Es va graduar de segon tinent de cavalleria als 21 anys, el 31 de juliol de 1893.

### Servei a Cuba
La seva primera destinació va ser el 27è Regiment de Caçadors de Maria Cristina, en el qual va romandre fins al maig de 1895, quan va ser destinat a Cuba amb el Regiment Expedicionari de Cavalleria Tetuan. Va desembarcar a Nuevitas el 15 de juny, i el 31 de juliol va ascendir a primer tinent amb 24 anys.
Al febrer de 1896 va ser destinat al Regiment Expedicionari del Príncep, en el qual va servir fins a l'agost de 1898. Durant la seva estada a Cuba va destacar pel seu valor i va forjar la llegenda del seu bon estel. Va ser condecorat i felicitat pel govern en diverses ocasions, participant en més de 50 combats.
El 8 de maig de 1896 va prendre part en el combat d'Arango contra els mambises, en el qual va carregar diverses vegades al capdavant del seu esquadró causant-li a l'enemic vint-i-vuit morts a l'arma blanca. Silvestre va rebre cinc ferides de bala i el seu cavall va resultar mort. Els mambises el van lligar a les branques d'un arbre, el van acoltellar onze vegades i el van deixar per mort. Rescatat en estat molt greu, gairebé dessagnat, va ser traslladat a l'Hospital de Morón, on va aconseguir recuperar-se. L'11 d'agost d'aquell any, el General Governador de Cuba, Valerià Weyler, li va concedir quatre mesos de llicència per malaltia, a gaudir en la península.
De nou en actiu, el 2 de desembre d'aquell any, a Sábana de Maiz, una bala li va fregar al front i va estar a punt de matar-lo. El seu extraordinari valor i temperament va quedar de manifest en l'acció de Pinar del Río els dies 13 i 14 de desembre de 1896 on, després de matar-li tres cavalls, va aconseguir un altre i va tornar al combat. El 10 de juliol de 1897 va ser ingressat a l'hospital de Placeta afligit de paludisme. El 30 de setembre d'aquell any, amb 26 d'edat, va ser ascendit a capità com recompensa pels seus mèrits en campanya.
L'11 de gener de 1898, Silvestre va rebre dos trets de bala en la primera càrrega que va realitzar el seu esquadró, altres tres trets de bala i tretze cops de matxet en la segona, ferint-lo al cap, tronc i extremitats, quedant seriosament incapacitat del braç esquerre, fet que dissimulava molt hàbilment.

### Retorn a Espanya
Va desembarcar a La Corunya el 29 d'agost de 1898 i va fixar la seva residència a Alcalá de Henares. Al setembre d'aquest any, als 27 d'edat, fou ascendit a comandant pels mèrits de guerra contrets en l'acció de la Caridad. Va servir en diversos regiments de cavalleria de Madrid i Saragossa. El 15 de desembre de 1899 es va casar amb Elvira Duarte Oteiza, amb la que va tenir dos fills: Elvira i Manuel, que era alferes quan va ocórrer el desastre d'Annual i moriria en la Guerra Civil el 1937. La seva dona va morir a Melilla el 19 de gener de 1907, deixant-lo vidu als 36 anys.

### Servei al Marroc
El 1904, després d'estades en diversos regiments peninsulars, Silvestre va ser destinat a Melilla per manar l'Esquadró de Caçadors d'Alcántara. Va estudiar àrab a l'Escola Oficial d'Àrab de Melilla, en la va obtenir la nota més alta dels 14 alumnes, aconseguint el títol d'intèrpret. Paradoxalment, el professor que el va qualificar d'excel·lent va ser el mateix cabdill rifeny Abd el-Krim, que en aquella època encara residia a Melilla i treballava per al Govern espanyol.
A la fi d'agost de 1908 es va traslladar a Casablanca, on el Ministre d'Estat el va destinar com a Cap Superior Instructor de la Policia Xerifiana, conforme amb el nou sultà, Abd el-Hafiz. Així mateix, fou va nomenar instructor de la Policia Marroquina de la ciutat i li van donar el comandament de les forces espanyoles en aquesta ciutat. El 7 de febrer de 1909, als 37 anys, va ascendir per antiguitat a tinent coronel.

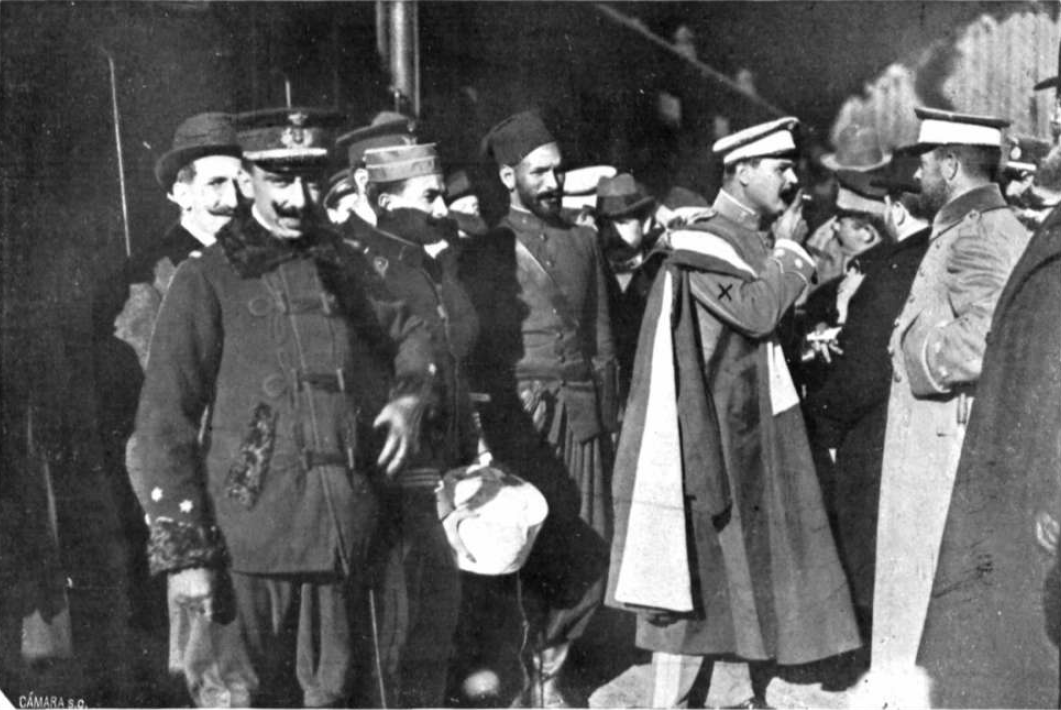
El tinent coronel Fernández, cap de les forces a Larraix i Alcazarquivir a la seva arribada a Madrid a la darreria de 1911

El 1911 els ànims antiespanyols estaven exacerbats i van ser assassinats a Larraix els Ibn Malek, un clan natiu amic d'Espanya. El 13 de juny els pocs espanyols de Larraix es van parapetar en els molls tement l'atac de les tribus. Procedent de Casablanca, Silvestre va desembarcar a la ciutat i es va entrevistar amb El Raisuni, un famós capitost local de gran poder i influència. Tots dos van congeniar, donant pas a una solució del conflicte. Silvestre, malgrat ser un home fer i imprevisible, va demostrar ser un hàbil negociador, que va deixar obertes als espanyols les portes de la zona nord-occidental del Marroc.
El 22 de febrer de 1912, amb 40 anys, va ascendir a coronel (primera vegada). En l'estiu d'aquest any el coronel Silvestre va acumular forces a Larraix i va pactar amb Raisuni una razzia i l'ocupació d'Arcila per tropes espanyoles el 17 d'agost, en substitució del destacament francès que tendia una línia telegràfica amb Tànger. L'audaç fet va sorprendre als francesos i va irritar a l'Elisi. I encara que Silvestre era considerat massa bel·licós, el president del Govern, Canalejas, el va deixar fer i va donar suport a la seva acció.
Després de l'assassinat de Canalejas i l'establiment unilateral del protectorat francès al Marroc, el 27 de novembre Espanya es va veure obligada a signar precipitadament el Tractat de Fes, que va reduir a 21.000 km² la zona d'influència espanyola prèviament pactada, mentre que França se'n va reservar 415.000. Va néixer així el Protectorat espanyol al Marroc, situat a la zona més pobra, agresta i rebel del país.
El gener de 1913 va ser ascendit a coronel (segona vegada) i nomenat comandant general de Larraix, mentre es trobava a Madrid com a valedor de la candidatura del Raisuni a khalifa. No obstant això, aquest va segrestar a uns veïns del poblat de Jaldien al març de 1913, i va exigir 250.000 pessetes de rescat. Silvestre, sentint-se traït, va ordenar al capità Guedea marxar sobre Asilah, la capital de Raisuni, per impedir el pagament i alliberar els presoners. Un tal al-Kalai, agent de Raisuni, va ser mort pels espanyols en un pas fronterer. De la seva mort es va responsabilitzar a Silvestre, i Raisuni va aixecar el camp, jurant venjança. El govern, que no desitjava l'esclat d'un conflicte, va rellevar Silvestre del càrrec.

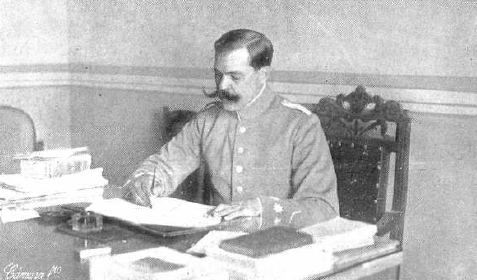
Fotografia del coronel Fernández publicada amb motiu del seu ascens a general

Malgrat aquesta ensopegada va ser ascendit a brigadier el 19 de juny de 1913 i nomenat ajudant de camp d'Alfons XIII el 9 de juliol de 1915, funció que va exercir fins a juliol de 1919. El 17 de juny de 1917 va ascendir a general de brigada per mèrits de guerra, amb 46 anys, i un any més tard a general de divisió, el 28 de juny de 1918, per serveis i circumstàncies.
Davant les agressions cabilenyes i l'escalada del conflicte al Rif, Silvestre va ser retornat a la situació activa. El 23 de juliol de 1919 va ser nomenat nou comandant general de Ceuta. Poques setmanes després, el general Dámaso Berenguer prenia possessió del càrrec d'alt comissari al Marroc espanyol. El general Silvestre esperava aquest nomenament i va sofrir una gran decepció amb el nomenament del seu antic camarada, amic i rival. Encara que s'apreciaven mútuament, mantenien criteris oposats sobre la pacificació del Marroc: Berenguer pretenia realitzar un avanç gradual i pactar amb Raisuni i els capitosts rifenys, malgrat els seus continus atacs i violacions de pactes. Per la seva banda, Silvestre advocava per una gran acció militar que pacificara d'una vegada per sempre el protectorat.

### El desastre d'Annual
El 12 de febrer de 1920 Silvestre va prendre possessió de la Comandància General de Melilla, des de la qual, el gener de 1921, va començar la invasió del Rif per acabar amb l'escassa resistència rifenya. L'empresa era arriscada, ja que els soldats espanyols es desmoralitzaven de seguida i tenien molta por als rifenys. No obstant això, entre maig de 1920 i juny de 1921 Silvestre va protagonitzar un espectacular avanç, ràpid i incruent sobre l'interior del Rif, fent creure a tots que per fi s'aconseguiria la badia d'Alhucemas i finalitzaria la sagnia del Marroc.
No obstant això, tal il·lusió es va esfondrar de manera cruenta. Silvestre havia comès el greu error de subestimar a les tribus rifenyes, i, precisament per això, va estendre molt més del prudent les seves línies de proveïment. Però aviat els rifenys derrotarien als espanyols: a la fi de maig, una delegació dels temsamam va convèncer a Silvestre perquè creués el riu Amerkan i establís una posició al pujol d'Abarran. L'1 de juny de 1921, el contingent va arribar a la posició, i llavors la policia nativa, unida a altres cabilenys, va tornar les seves armes contra els espanyols, matant a 179 dels 250 militars, incloent a tots els oficials. Aquest mateix dia va ser assaltada Sidi Dris, una posició costanera, en la qual els rifenys van matar a un centenar d'espanyols abans de retirar-se.
Silvestre, malgrat les ordres taxatives de Berenguer i creient que es tractava d'accions aïllades, va prosseguir l'avanç i va iniciar la construcció d'una base de suport als turons d'Igueriben, uns 5 km al sud d'Annual. El 17 de juliol Abd el-Krim, al comandament dels Beni Urriaguel i amb el suport de les tribus cabilenyes presumptament aliades d'Espanya, va llançar un atac sorpresa sobre totes les línies espanyoles. Igueriben no va trigar a quedar assetjada, caient el 22 de juliol. Els rifenys van atacar llavors el campament espanyol, on hi havia 5.000 soldats, que el que van fer en comptes de combatre va ser fugir, morint almenys 1.000 aquest mateix dia i molts dels supervivents d'aquell dia, sobretot soldats rasos, perdrien la vida més endavant en les successives retirades espanyoles, especialment en la posició de Monte Arruit.
Un total de 10.000 soldats espanyols van caure en aquells dies des del 22 de juliol al 9 d'agost. Aquest dia, el segon de Silvestre, el general Navarro, es va rendir amb els seus homes a Muonte Arruit, i uns altres 3.000 homes més foren assassinats. El general Navarro salvà la vida de casualitat.
El mateix Silvestre va morir el 22 de juliol en circumstàncies no esclarides. Mentre una versió diu que en veure el desastre es va ficar en la seva tenda de campanya i es va volar el cap, una altra versió diu que va ser abatut a trets pels rifenys juntament amb el coronel Manella i diversos oficials que tractaven de defensar-se, la qual cosa quadraria més amb el caràcter del personatge. Altres fonts assenyalen que Silvestre va desmoralitzar encara més als seus homes en cridar-los "Correu, correu, que ve l'home del sac!" en un intent per tractar de reunir a les tropes després de la desbandada inicial.
No obstant això, el seu cadàver mai va ser trobat, la qual cosa va donar peu a rumors infundats sobre la seva presumpta supervivència.